# Chiesa di San Donato (Casale di Pari)
La chiesa di San Donato è un edificio sacro situato a Casale di Pari, nel comune di Civitella Paganico.
Di origini medievali, è stata completamente alterata anche all'interno da restauri abbastanza recenti e da un intervento in stile neoromanico degli anni '30.
La facciata è semplice, con tetto a capanna delimitato da arcatelle cieche e con portale architravato. Lo stipite del portale laterale della chiesa è costituito da una pietra con iscrizione frammentaria. di difficile lettura.